# 機動戦士ガンダム ラストホライズン
『機動戦士ガンダム ラストホライズン』（きどうせんしガンダム ラストホライズン、MOBILE SUIT GUNDAM RUST HORIZON）は、寺田ケンイチによる日本の漫画作品。シナリオは吉野弘幸。集英社の漫画雑誌『グランドジャンプむちゃ』にて2022年5月号から連載中。

## 概要
集英社としては初めての、ガンダムシリーズ第1作『機動戦士ガンダム』の舞台である「一年戦争」を本格的に描いたミリタリー作品である。
主人公は民間上がりの地球連邦軍の小隊長レオ・バルナークであるが、連邦軍の象徴とも称されるモビルスーツ (MS) 「ガンダム」が敵勢力であるジオン公国軍の機体として登場するのが特徴である。また、第1話のラストで本作のクライマックスの一部が描かれている。
題名の「ラストホライズン」とは、コロニー落としや各地の戦闘で舞い上がった粉塵や鉄錆によって、地平線が血のように赤黒く見える現象を、北米の連邦軍兵士が「錆びた地平 (rust horizon)」と呼ぶことに因む。

## あらすじ
宇宙世紀0079年、ジオン公国地球攻撃軍司令ガルマ・ザビ大佐が北米戦線にて戦死してまもない頃、ナナオらが所属する同地の連邦軍の小隊に、新隊長として民間上がりのレオ・バルナーク中佐が赴任する。商社勤務の経歴をも活かしたレオの奇抜な作戦により、小隊は次々と困難な任務を遂行してゆく。
そして同年12月。小隊は戦火にさらされるケープ・ケネディ宇宙港にて、ガルマの恋人であったイセリナ・エッシェンバッハの遺体が保存されている「棺」を運ぶ。公国軍のテオ・グランは、イセリナの胎内に宿るガルマの子供を求め、小隊を追い詰める。そのとき、小隊の前に公国軍の漆黒のガンダム「RUST（ラスト）」が立ちはだかる。

## 登場人物

### 地球連邦軍の人物
レオ・バルナーク
本作の主人公で31歳、階級は中佐。商社に勤務していたが、レビル将軍の姪と結婚して婿に入り（そのため、陰では「ムコ殿（ドノ）」と呼ばれる）、戦時任用で中佐に任官される。なお、体力測定もMS適性もD判定であったとのこと。注射が苦手。
ズゥ・グランディ
陸戦型ジムのパイロットで、階級は少佐。軍人の誇りである階級章にまったくこだわらないレオを気に入る。洞察力に優れ、成功率の低い作戦でも部下を鼓舞するレオをねぎらう。
フェルド・ロー
陸戦型ジムのパイロットで、階級は少尉。やり方が滅茶苦茶なレオに反感を抱く。寝袋から飛び出すくらい寝相が悪く、寝冷えで作戦にやや支障をきたすことも。絵心がある。
クレイ
61式戦車の操縦手担当で、階級は大尉。
ナナオ
61式戦車の砲手担当。年齢は若いが、開戦後に両親の反対を押し切って連邦軍に志願する。第1話のみ語り部を務める（それ以降はレオ）。軍人らしくなく掴みどころのないレオに困惑するが、悪い印象は持っていない。
バートラム
連邦軍マッカラン基地の副司令で、階級は中佐。司令であるロワール大佐が不在のため、基地の全権を担う。同じ階級であるレオをよく思っておらず、嫌がらせをおこなう。
エリザベス・クラウ
マッカラン基地の軍医の女性で、愛称はリジー。フェルドからは「エリザベート女史」「冷血女」と呼ばれている。
普段は眼鏡をかけ、髪をアップにしているが、素顔は美人。ラスベガスのバーにてレオから娼婦と間違われ、（作戦のために）ホテルに誘われる。
エリナ・モーウェン
マッカラン基地の主計課に所属する女性で、階級は大尉。レオに嫌がらせをおこなうバートラムに呆れている。
ネイト
小隊に赴任するレオを乗せたサラミスの大気圏突入カプセルのパイロットで、階級は大尉。攻撃を受けて墜落し、腹部に重傷を負う。レオはネイトに自分の軍服を着せるが、これは敵の捜索目標の士官である自分に成りすませば、捕まっても殺されず手当てもされるであろうことを見越してのことである。
ヴィンス・ロワール
マッカラン基地司令で、階級は大佐。音声のみのメッセージでバートラム中佐に指令を送っていたが、レオらの部隊がフラグスタッフ貨物基地への出撃中に出張からマッカラン基地へ戻ってきていた。レオの基地への帰還後の面会時にレオに極秘任務としてニューヤーク市前市長のエッシェンバッハの連邦への亡命任務を依頼する。
エリカ・バッツ
連邦軍の鉄道輸送網の要衝であるフラグスタッフ貨物基地（フラグスタッフステーション）の工兵大隊を指揮する大柄な女性で、階級は大尉。最初の基地防衛戦で恋人を失い、2度目にはガンタンク（線路敷設用）に搭乗して戦闘に参加する。
アダムス
フラグスタッフ基地の司令で、階級は大佐。眼鏡をかけている。同基地には25年間赴任しており、北米の鉄道網を預かって物資や兵員を送り出すことが喜びであり誇りに思っている。
ケラー
フラグスタッフ基地の防衛隊隊長で、階級は少佐。
ジャミル・ガラン
連邦軍のMS小隊の隊長で階級は大尉、連携も援護もせず味方を平気で盾にし高い戦果を出すが味方にも大きな被害が出るその凶暴な戦い方から「狂戦（バーサク）・ジャミル」と呼ばれる。格闘戦を好み愛機は接近戦用にカスタマイズされたガンキャノンで、左肩は240mmキャノン砲、右肩はスプレーミサイルランチャー、両腕には防御兼格闘用の打突武器として陸戦型ガンダム等が装備しているショートシールドを装備した専用のガンキャノンを駆る。

### ジオン公国軍の人物
以下の人物はリンク先を参照。
- ガルマ・ザビ
- マ・クベ

レミア・ララン
RUST（ラスト）の女性パイロットで、階級は少尉。地球に創設されたアカデミーの1期生で、トップの成績を収める。ニューヤーク出身で、イセリナとは友人であった。
寺田のTwitterによれば、髪型は日本のバンド、ポルカドットスティングレイのメンバーである雫を参考にしているが、再現できなさすぎて申し訳ないと述べている。
テオ・グラン
ザビ家親衛隊の生え抜きで、左の額から頬にかけて火傷のような跡がある。ガルマの死の原因を追究するため地球に派遣されるが、それ以外にも「ザビ家の宝」の手掛かりとなるアルベルト・ギーゼという医者を躍起になって探している。
ラッケン
フラグスタッフ基地攻略戦の指揮を執る。ザク・デザートタイプに搭乗。

### 民間人
以下の人物はリンク先を参照。
- イセリナ・エッシェンバッハ

アリッサ
月のフォン・ブラウンに住むレオの娘。病気のため、普段は車椅子で移動する。
ベラム
ラスベガスの街を仕切るギャングの頭目。レオたちに物資を調達する条件として、街に水と電力を供給しているダムを占拠するならず者および公国軍脱走兵の排除を依頼する。

## 登場兵器

### 地球連邦軍の兵器
リンク先を参照。
- RGM-79[G] 陸戦型ジム
- RX-75 ガンタンク
  - ガンタンク（線路敷設用）
- RX-77 ガンキャノン
- 61式戦車
- ホバートラック
- フライ・マンタ
- フライアロー
- ガンペリー
- ロックウッド級潜水艦
- ヘビィ・フォーク級陸上戦艦

### ジオン公国軍の兵器
以下の兵器はリンク先を参照。
- MS-05B ザクI
  - MS-05L ザクI・スナイパータイプ
- MS-06 ザクII
  - MS-06D ザク・デザートタイプ
- MS-07B グフ
  - MS-07H グフ飛行試験型
- MS-09 ドム
- ドップ
- ルッグン
- ドダイYS

#### RUST（ラスト）
キャリフォルニアベースにて、鹵獲した連邦軍所属機と奪取したホワイトベース隊への補充部品などから組み上げられた機体。パイロットはレミア・ララン少尉。
"RUST" の名称はコード・ネームである。カラーリングは漆黒を基調とし、頭部はガンダム・タイプ、額部はブレード・アンテナが左側に3本のみ、バルカン砲が右側のみとなっているのが特徴で、レオたちからは「片ツノ」と呼ばれる。武装はナイフ×2を基本とし射撃装備としてブルパップ方式に改造されたMMP-80マシンガンや状況によってはザク・マシンガン、ザク・バズーカを装備、高い機動性を活かしたナイフによる白兵戦を得意としている。機体重量が非常に軽いことから陸戦型ジムで採用されているルナ・チタニウム合金製装甲部材とは異なるルナ・チタニウム合金製装甲部材が使用されていることが解っており、主人公のレオ・バルナーク中佐の商社マン時代の経験からRX-78に採用されているルナ・チタニウム合金製装甲部材を使用しているのではないかと予測されている。機体重量が非常に軽く高い機動性を持つ反面、機動性と引き換えに装甲が比較的薄く。特に脚部等は部品不足からルナ・チタニウム合金製ではないジオン系の部品で構成されておりルナ・チタニウム合金製の部分との重量バランスを取るため兵器として問題となるほど装甲を薄くしており装甲バランスが悪い欠点がある。フラグスタッフ基地での戦闘にて大きなダメージを受けたためその後の修理時に鹵獲した連邦軍機体のパーツを追加で組み込んで修復されたが脚部等の装甲の問題の改善にまでは至っておらず変わらず装甲には問題を抱えたままとなっている。
仮想敵機（アグレッサー）としての運用が想定されるが、模擬戦で2個小隊を単騎で全滅させる成績を挙げ、ラッケンを隊長とする部隊に編入されて実戦での評価試験がおこなわれる。

## 書誌情報
- 原案：矢立肇・富野由悠季、シナリオ：吉野弘幸、漫画：寺田ケンイチ 『機動戦士ガンダム ラストホライズン』集英社〈ヤングジャンプ コミックスGJ〉、既刊5巻（2025年4月17日現在）
  1. 2022年12月19日発売[5][6]、ISBN 978-4-08-892553-0
  2. 2023年6月19日発売[7]、ISBN 978-4-08-892723-7
  3. 2024年2月19日発売[8]、ISBN 978-4-08-893130-2
  4. 2024年10月18日発売[9]、ISBN 978-4-08-893362-7
  5. 2025年4月17日発売[10]、ISBN 978-4-08-893631-4

## 不祥事
NEMOTO KNIVESが、『グランドジャンプ』2023年7月号の表紙でRUSTが所持しているナイフが、同社が2023年4月に製造したナイフを無断盗用していると発言し、作者側は謝罪した。